# Marco Najibe Salami
Marco Najibe Salami (Ostiglia, 7 luglio 1985) è un mezzofondista e siepista italiano.

## Biografia

### Gli inizi, le società di appartenenza e gli allenatori
Figlio di genitori marocchini nato nel mantovano, dopo aver praticato anche il calcio, passa nel 2000 (categoria Cadetti) all'atletica.
Sino al 2006 ha gareggiato per la Libertas Mantova Maschile, passando poi durante lo stesso anno all'Esercito.
È stato allenato prima da Luciano Gigliotti e poi da Claudio Guizzardi. Dal 2021 è allenato da Piero Incalza.
Ad Heringsdorf in Germania nel 2004 gareggia negli Europei juniores di corsa campestre: ventesimo posto individuale e quinto nella classifica a squadre.
Nel 2005, primo anno nella categoria promesse, diventa vicecampione italiano under 23 nei 1500 m e giunge quinto agli assoluti di Bressanone sui 3000 m hs.

### 2006-2007: l'argento agli Eurocross under 23 e il primo titolo italiano assoluto indoor
Vince il titolo di campione nazionale promesse sui 3000 m hs nel 2006 (bronzo nei 1500 m) e termina quarto posto sui 1500 m agli italiani promesse indoor.
In ambito internazionale disputa in Italia a San Giorgio su Legnano gli Europei under 23 di corsa campestre finendo la gara in 76ª posizione.
Nel 2007 gareggia nella finale dei 1500 m agli Europei under 23 di Debrecen (Ungheria), finendo in ottava posizione.
Ai campionati italiani c'entra una doppietta di titoli, vincendo la medaglia d'oro sui 3000 m agli assoluti indoor (6º nei 1500 m) precedendo di appena 2 centesimi Daniele Meucci e sui 3000 m hs ai nazionali promesse.
Agli assoluti di Padova termina sesto nei 1500 m.

### 2008-2013: l'esordio con la Nazionale seniores e gli altri titoli nazionali assoluti indoor
Durante la stagione al coperto del 2008 ha esordito con la maglia della Nazionale maggiore, arrivando secondo sui 3000 m ad Ancona nell'Incontro internazionale indoor tra la rappresentativa italiana e quella finlandese.
Quarto sui 3000 m agli assoluti indoor e medaglia d'argento nei 1500 m agli assoluti di Cagliari (a soltanto 7 centesimi dal vincitore Lukas Rifesser).
Tanti i piazzamenti in finale negli assoluti del biennio 2009-2010: quinto e nono su 1500 e 3000 m agli assoluti indoor nel 2009, quarto (2009) ed undicesimo (2010) agli assoluti all'aperto sui 1500 m.
Ai campionati italiani assoluti indoor del 2011 vince il suo primo titolo assoluto nei 1500 m; sulla stessa distanza agli assoluti di Torino invece si ritira durante la gara.
Tre le medaglie vinte agli assoluti del 2012: doppio bronzo agli indoor su 1500 e 3000 m; argento agli assoluti di Bressanone nei 1500 m.
Durante la stagione al coperto del 2013 prima vince di nuovo il titolo assoluto indoor sui 1500 m (medaglia di bronzo sui 3000 m) e poi partecipa agli Europei indoor di Göteborg (Svezia), uscendo in batteria sulla stessa distanza.

All'aperto invece finisce quinto sui 3000 m hs agli assoluti di Milano.

### 2014-2016: gli ori nella Coppa Europa dei 10000 metri
Il 2014 gli vede vincere tre medaglie ai campionati italiani: bronzo nei 1500 ed argento sui 3000 m (dopo la squalifica di Abdellah Haidane) agli assoluti indoor e poi bronzo 5000 m agli assoluti di Rovereto (8º sui 1500 m); inoltre conclude in 9ª posizione ai nazionali di corsa campestre.
Nel 2015 prende parte alla Coppa Europa dei 10000 m svoltasi in Italia a Cagliari (26º classificato ed oro a squadre) ed agli Europei di corsa campestre in Francia a Hyères finendo (53º).
Ai campionati italiani invece giunge 10º nella corsa campestre, non parte nella gara dei 3000 m agli assoluti indoor ed invece non conclude quella sui 3000 m hs agli assoluti di Torino.
Durante la stagione agonistica nel 2016 inizia terminando in sesta posizione ai campionati italiani di corsa campestre, poi si laurea vicecampione italiano sia nei 10000 m che sui 5000 m (non parte nei 1500 m agli assoluti di Rieti); inoltre vince il bronzo nei 10 km su strada.
Con la Nazionale seniores gareggia in Turchia nella Coppa Europa dei 10000 m di Mersin dove termina al nono posto (oro nella classifica a squadre); agli Europei di corsa campestre a Chia in Italia è giunto al 15º posto (secondo miglior italiano dietro Marouan Razine, 9º) e quinto nella classifica a squadre.

## Progressione

### 1500 metri
| Stagione | Tempo   | Luogo              | Data      | Rank. Mond. |
| -------- | ------- | ------------------ | --------- | ----------- |
| 2015     | 3’43"93 | Gavardo            | 17-5-2015 | -           |
| 2014     | 3’41"44 | Trento             | 15-7-2014 | -           |
| 2013     | 3’40"85 | Lignano Sabbiadoro | 16-7-2013 | -           |
| 2012     | 3’40"22 | Lignano Sabbiadoro | 17-7-2012 | -           |
| 2011     | 3’42"38 | Torino             | 10-6-2011 | -           |
| 2010     | 3’48"60 | Imola              | 8-6-2010  | -           |
| 2009     | 3’49"63 | Paderno di Ponzano | 3-7-2009  | -           |
| 2008     | 3’41"36 | Milano             | 2-7-2008  | -           |
| 2007     | 3’42"71 | Rovereto           | 12-9-2007 | -           |
| 2006     | 3’46"81 | Celle Ligure       | 8-6-2006  | -           |
| 2005     | 3’46"53 | Firenze            | 17-6-2005 | -           |

### 3000 metri piani
| Stagione | Tempo   | Luogo              | Data      | Rank. Mond. |
| -------- | ------- | ------------------ | --------- | ----------- |
| 2016     | 8’09"81 | Lignano Sabbiadoro | 13-7-2016 | -           |
| 2015     | 8’06"01 | Lignano Sabbiadoro | 7-7-2015  | -           |
| 2014     | 8’06"28 | Nembro             | 11-7-2014 | -           |
| 2013     | 8’07"46 | Codroipo           | 4-5-2013  | -           |
| 2012     | 7’59"05 | Pergine Valsugana  | 21-7-2012 | -           |
| 2009     | 8’03"35 | Nembro             | 22-7-2009 | -           |
| 2007     | 8’06"20 | Trieste            | 16-5-2007 | -           |
| 2005     | 8’17"00 | Trento             | 2-8-2005  | -           |

### 5000 metri
| Stagione | Tempo    | Luogo    | Data      | Rank. Mond. |
| -------- | -------- | -------- | --------- | ----------- |
| 2016     | 13’44"38 | Oordegem | 29-5-2016 | -           |
| 2015     | 13’42"10 | Oordegem | 22-5-2015 | -           |
| 2014     | 14’14"50 | Rovereto | 19-7-2014 | -           |
| 2013     | 14’04"84 | Oordegem | 1-6-2013  | -           |
| 2012     | 14’27"42 | Rieti    | 11-9-2012 | -           |
| 2005     | 15’41"97 | Pavia    | 22-5-2005 | -           |

### 10000 metri
| Stagione | Tempo    | Luogo    | Data     | Rank. Mond. |
| -------- | -------- | -------- | -------- | ----------- |
| 2021     | 29'02"00 | Forli    | 10-10-21 |             |
| 2016     | 29’18"74 | Mersin   | 5-6-2016 | -           |
| 2015     | 30’39"02 | Cagliari | 6-6-2015 | -           |

### 3000 metri siepi
| Stagione | Tempo   | Luogo          | Data      | Rank. Mond. |
| -------- | ------- | -------------- | --------- | ----------- |
| 2015     | 8’38"98 | Dessau         | 29-5-2015 | -           |
| 2014     | 8’49"84 | Palo Alto      | 4-5-2014  | -           |
| 2013     | 8’39"14 | Ponzano Veneto | 5-7-2013  | -           |
| 2012     | 8’46"56 | Brugnera       | 1-9-2012  | -           |
| 2007     | 8’48"56 | Barcellona     | 2-6-2007  | -           |
| 2006     | 9’04"02 | Rieti          | 22-7-2006 | -           |
| 2005     | 9’12"06 | Pinerolo       | 28-5-2005 | -           |

### 1500 metri indoor
| Stagione | Tempo   | Luogo  | Data      | Rank. Mond. |
| -------- | ------- | ------ | --------- | ----------- |
| 2014     | 3’46"63 | Ancona | 22-2-2014 | -           |
| 2013     | 3’46"16 | Ancona | 10-2-2013 | -           |
| 2012     | 3’45"51 | Ancona | 25-2-2012 | -           |
| 2011     | 3’43"03 | Ancona | 12-2-2011 | -           |
| 2009     | 3’44"31 | Vienna | 3-2-2009  | -           |
| 2008     | 3’42"97 | Vienna | 29-1-2008 | -           |
| 2007     | 3’50"49 | Ancona | 17-2-2007 | -           |

### 3000 metri indoor
| Stagione | Tempo   | Luogo   | Data      | Rank. Mond. |
| -------- | ------- | ------- | --------- | ----------- |
| 2014     | 8’01"15 | Ancona  | 23-2-2014 | -           |
| 2013     | 8’00"44 | Linz    | 31-1-2013 | -           |
| 2012     | 8’12"11 | Ancona  | 26-2-2012 | -           |
| 2009     | 8’11"64 | Tampere | 7-2-2009  | -           |
| 2008     | 7’59"99 | Ancona  | 2-2-2008  | -           |
| 2007     | 8’06"34 | Ancona  | 18-2-2007 | -           |
| 2006     | 8’21"29 | Ancona  | 28-1-2006 | -           |

### Mezza maratona
| Stagione | Tempo    | Luogo   | Data       | Rank. Mond. |
| -------- | -------- | ------- | ---------- | ----------- |
| 2021     | 1:03'53" | Trento  | 02-10-2021 |             |
| 2016     | 1:05’13  | Milano  | 20-3-2016  | -           |
| 2015     | 1:05’39  | Cremona | 18-10-2015 | -           |

### Maratona
| Stagione | Tempo   | Luogo   | Data       | Rank. Mond. |
| -------- | ------- | ------- | ---------- | ----------- |
| 2021     | 2:14’56 | Venezia | 24-10-2021 | -           |

## Palmares
| Anno | Manifestazione                      | Sede                   | Evento       | Risultato | Prestazione | Note   |
| ---- | ----------------------------------- | ---------------------- | ------------ | --------- | ----------- | ------ |
| 2004 | Europei juniores di corsa campestre | Heringsdorf            | Individuale  | 20º       | 17'00       | [ 4 ]  |
| 2004 | Europei juniores di corsa campestre | Heringsdorf            | A squadre    | 5º        | 124 punti   | [ 5 ]  |
| 2006 | Europei under 23 di corsa campestre | San Giorgio su Legnano | Individuale  | 76º       | 25'39       | [ 6 ]  |
| 2006 | Europei under 23 di corsa campestre | San Giorgio su Legnano | A squadre    | Argento   | 78 punti    | [ 7 ]  |
| 2007 | Europei under 23                    | Debrecen               | 1500 m piani | 8º        | 3'47"69     | [ 8 ]  |
| 2013 | Europei indoor                      | Göteborg               | 1500 m piani | Batteria  | 3'54"04     | [ 9 ]  |
| 2015 | Europei di corsa campestre          | Hyères                 | Individuale  | 53º       | 31'45       | [ 10 ] |
| 2015 | Europei di corsa campestre          | Hyères                 | A squadre    | 4º        | 99 punti    | [ 11 ] |
| 2016 | Europei di corsa campestre          | Chia                   | Individuale  | 15º       | 28'48       | [ 12 ] |
| 2016 | Europei di corsa campestre          | Chia                   | A squadre    | 5º        | 82 punti    | [ 13 ] |

## Campionati nazionali
- 2 volte campione assoluto indoor nei 1500 metri piani (2011, 2013)
- 1 volta campione assoluto indoor nei 3000 metri piani (2007)
- 2 volte campione promesse nei 3000 m hs (2006, 2007)

2005
- Argento ai Campionati italiani juniores e promesse, (Grosseto), 1500 m - 3'53"52[14]
- 5º ai Campionati italiani assoluti, (Bressanone), 3000 m hs - 8'53"77[15]

2006
- 4º ai Campionati italiani allievi-juniores-promesse indoor, (Ancona), 1500 m - 3'51"92[16]
- Oro ai Campionati italiani juniores e promesse, (Rieti), 3000 m hs - 9'04"02[17]
- Bronzo ai Campionati italiani juniores e promesse, (Rieti), 1500 m - 3'53"53[18]

2007
- 6º ai Campionati italiani assoluti indoor, (Ancona), 1500 m - 3'50"49[19]
- Oro ai Campionati italiani assoluti indoor, (Ancona), 3000 m - 8'06"34[20]
- Oro ai Campionati italiani juniores e promesse, (Bressanone), 3000 m hs - 9'16"35[21]
- 6º ai Campionati italiani assoluti, (Padova), 1500 m - 3'52"48[22]

2008
- 4º ai Campionati italiani assoluti indoor, (Genova), 3000 m - 8'02"33[23]
- Argento ai Campionati italiani assoluti, (Cagliari), 1500 m - 3'45"72[24]

2009
- 5º ai Campionati italiani assoluti indoor, (Torino), 1500 m - 3'50"09[25]
- 9º ai Campionati italiani assoluti indoor, (Torino), 3000 m - 8'19"88[26]
- 4º ai Campionati italiani assoluti, (Milano), 1500 m - 3'50"02[27]

2010
- 11º ai Campionati italiani assoluti, (Grosseto), 1500 m - 4'00"41[28]

2011
- Oro ai Campionati italiani assoluti indoor, (Ancona), 1500 m - 3'44"09[29]
- In finale ai Campionati italiani assoluti, (Torino), 1500 m - dnf[30]

2012
- Bronzo ai Campionati italiani assoluti e promesse indoor, (Ancona), 1500 m - 3'45"51[31]
- Bronzo ai Campionati italiani assolute promesse indoor, (Ancona), 3000 m - 8'12"11[32]
- Argento ai Campionati italiani assoluti, (Bressanone), 1500 m - 3'48"77[33]

2013
- Oro ai Campionati italiani assoluti e promesse indoor, (Ancona), 1500 m - 3'49"96[34]
- Bronzo ai Campionati italiani assoluti e promesse indoor, (Ancona), 3000 m - 8'07"88[35]
- 5º ai Campionati italiani assoluti, (Milano), 3000 m hs - 8'54"58[36]

2014
- Bronzo ai Campionati italiani assoluti indoor, (Ancona), 1500 m - 3'46"63[37]
- Argento ai Campionati italiani assoluti indoor, (Ancona), 3000 m - 8'01"15[38]
- 9º ai Campionati italiani assoluti di corsa campestre, (Nove-Marostica), 10 km - 31'07[39]
- 8º ai Campionati italiani assoluti, (Rovereto), 1500 m - 3'49"58[40]
- Bronzo ai Campionati italiani assoluti, (Rovereto), 5000 m - 14'14"50[41]

2015
- In finale ai Campionati italiani assoluti indoor, (Ancona), 3000 m -dns[42]
- 10º ai Campionati italiani assoluti di corsa campestre, (Fiuggi), 10 km - 31'28[43]
- In finale ai Campionati italiani assoluti, (Torino), 3000 m hs - dnf[44]

2016
- 6º ai Campionati italiani assoluti di corsa campestre, (Gubbio), 10 km - 30'35[45]
- Argento al Campionato italiano assoluto 10000 metri su pista, (Castelporziano), 10000 m - 29'40"81[46]
- In finale ai Campionati italiani assoluti, (Rieti), 1500 m - dns[47]
- Argento ai Campionati italiani assoluti, (Rieti), 5000 m - 14'12"28[48]
- Bronzo ai Campionati italiani assoluti 10 km su strada, (Foligno), 10 km su strada - 29'33[49]

2017
- Argento ai campionati italiani assoluti indoor, 3000 m piani - 8'08"98
- 4º ai campionati italiani di corsa su strada, 10 km - 28'50"

2018
- Oro ai campionati italiani di corsa su strada, 10 km - 29'45"

2021
- 11º ai campionati italiani di corsa su strada, 10 km - 29'02"

2022
- 5º ai campionati italiani assoluti di corsa campestre - 30'38"

2023
- 14º ai campionati italiani di corsa campestre - 32'00"

## Altre competizioni internazionali
2008
- Argento nell'Incontro internazionale indoor Italia-Finlandia, ( Ancona), 3000 m - 7'59"99[50]

2009
- 4º nell'Incontro internazionale indoor Italia-Finlandia, ( Tampere), 3000 m - 8'11"64[51]
- Oro alla Mezza maratona di Mantova ( Mantova) - 1h09'43"

2015
- 26º nella Coppa Europa 10000 m, ( Cagliari), 10000 m - 30'39"02[52]
- Oro nella Coppa Europa 10000 m, ( Cagliari), Classifica a squadre[53]

2016
- 9º nella Coppa Europa 10000 m, ( Mersin), 10000 m - 29'18"74[54]
- Oro nella Coppa Europa 10000 m, ( Mersin), Classifica a squadre - 1:25’39"81[55]

2014
- 16º al Giro al Sas ( Trento) - 31'03"

2015
- 9º alla Stramilano ( Milano) - 1h06'31"
- 11º alla Mezza maratona di Cremona ( Cremona) - 1h05'39"
- 8º al Giro al Sas ( Trento) - 30'05"

2016
- 9º alla Stramilano ( Milano) - 1h05'13"
- 10º alla Mezza maratona di Cremona ( Cremona) - 1h05'46"
- Bronzo alla Mezza maratona di Rovigo ( Rovigo) - 1h06'24"
- 13º al Giro al Sas ( Trento) - 30'18"

2017
- 7º in Coppa Europa dei 10000 metri ( Minsk) - 29'18"01
- 10º alla Stramilano ( Milano) - 1h04'06"
- 4º al Giro Media Blenio ( Dongio) - 29'26"

2019
- 57º in Coppa Europa dei 10000 metri ( Londra) - 29'50"15
- Argento alla Mezza maratona di Trieste ( Trieste) - 1h04'30"
- 9º al Giro Media Blenio ( Dongio) - 29'33"
- 6º alla Scalata al Castello ( Arezzo) - 28'42"

2021
- 4º alla Maratona di Venezia ( Venezia) - 2h14'57"
- 12º al Giro podistico internazionale di Castelbuono ( Castelbuono) - 37'39"

2022
- 23º alla Maratona di Francoforte ( Francoforte sul Meno) - 2h25'38"

2023
- 10º alla Maratona di Roma ( Roma) - 2h22'15"
- 33º alla Roma-Ostia ( Roma) - 1h08'49"